# 虹彩都市
《虹彩都市》是Key預定於2025年11月28日發售的「Kinetic Novel」，由KEI繪製原畫、松山剛撰寫劇本。描述生活於不遠未來由AR網路「ADONIS」管理城市的ADONIS企業的一級調查官「喰木紫苑」因為被捲進了他負責的「沼澤人事件」關聯的陰謀之中而被降職至OCTA部門，遇見外表與在他幼年時就去世的少女相似卻沒有實體的AR上的電子幽靈「百花」後故事。

## 角色
一華百花（配音：寺澤百花）
喰木紫苑（配音：伊東健人）
乙原瑠璃乃（配音：大和田仁美）
薄野尾花（配音：Marika）
（配音：湯淺楓）
芍藥根根（配音：松本沙羅）
青年（配音：河西健吾）
（配音：黒田崇矢）

## 外部連結
- 官方网站（日語）
- 《虹彩都市》在視覺小說數據庫的頁面 （英文）